# 金沢八景駅
金沢八景駅（かなざわはっけいえき）は、神奈川県横浜市金沢区瀬戸にある、京浜急行電鉄（京急）・横浜シーサイドラインの駅である。
駅名は近隣の景勝地金沢八景に因む。京急の関係者や地元住民の間では、「八景」とも呼ばれている。

## 乗り入れ路線
- 京浜急行電鉄 - 駅番号「KK50」
  -  本線
  -  逗子線
- 横浜シーサイドライン - 駅番号「14」
  -  金沢シーサイドライン

## 歴史

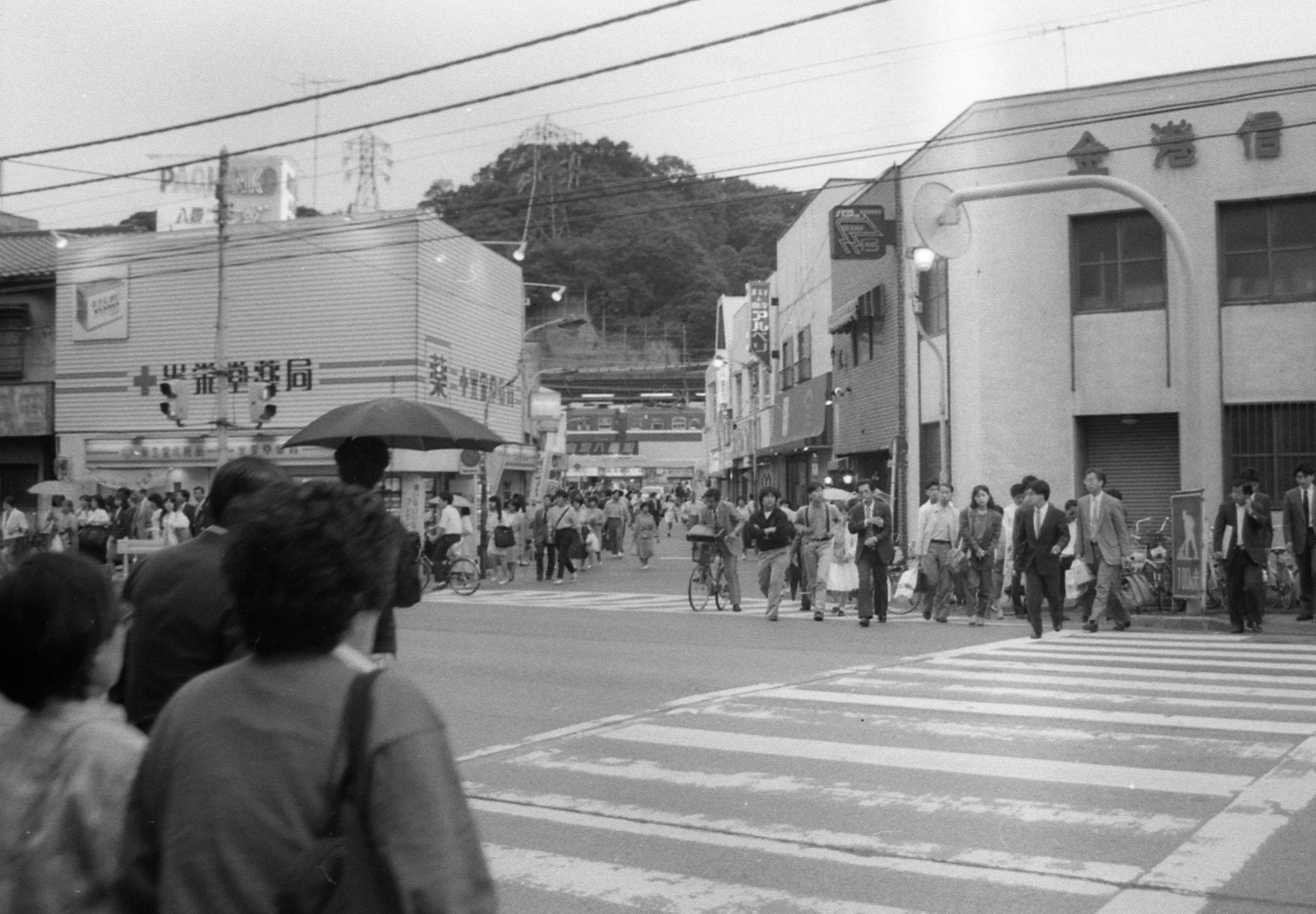
1988年4月の駅周辺
奥が金沢八景駅

- 1930年（昭和5年）4月1日 - 湘南電気鉄道（現在の京急本線・逗子線）の駅が開業。
- 1941年（昭和16年）11月1日 - 湘南電気鉄道と京浜電気鉄道が合併、京浜電気鉄道の駅となる。
- 1942年（昭和17年）5月1日 - 京浜電気鉄道が東京横浜電鉄へ合併。東京急行電鉄（大東急）の駅となる。
- 1948年（昭和23年）6月1日 - 京浜急行電鉄が発足、京浜急行電鉄の駅となる。
- 1989年（平成元年）7月5日 - 横浜新都市交通（現・横浜シーサイドライン）の駅が開業[1][2]。
- 1999年（平成11年）7月31日 - 京急線の白紙ダイヤ改正により京急蒲田 - 新逗子（当時）間の急行を廃止。
- 2008年（平成20年）12月22日 - 京急線のホームに接近メロディを導入。「道」が採用される[3]。
- 2010年（平成22年）5月16日 - 京急線でダイヤ改正が実施され、快特、京急ウィング号および新設されたエアポート急行の停車駅となる[4]。
- 2019年（平成31年）
  - 1月26日 - 橋上駅舎改札口の供用開始[5]。
  - 3月26日 - 駅前広場の供用を開始[6]。
  - 3月31日 - 横浜シーサイドライン駅舎を仮駅舎から本駅舎に移転、新ホーム供用開始[7]。
- 2020年（令和2年）2月28日 - 駅ナカ商業施設「ウィングキッチン金沢八景」が開業[8][9]。
- 2021年（令和3年）
  - 2月14日 - シーサイドラインの1番線の供用開始[10]。
  - 6月19日 - 橋上改札口とホームを結ぶエレベーターが供用開始[11]。地上改札口閉鎖[11]。
- 2024年（令和6年）
  - 2月17日 - 京急線ホーム1番線にホームドア設置。
  - 2月23日 - 京急線ホーム2番線にホームドア設置。
  - 4月13日 - 京急線ホーム3番線にホームドア設置。
  - 4月20日 - 京急線ホーム4番線にホームドア設置、京急線ホーム1、2番線のホームドア運用開始。
  - 6月22日 - 京急線ホーム3、4番線のホームドア運用開始。

### 駅および周辺の再開発
駅周辺では金沢八景駅東口土地区画整理事業が計画されており、駅前ロータリー等が整備される予定であった。そのため、金沢シーサイドラインの駅舎とバスターミナルは仮設のものとなっていた。また金沢シーサイドラインの延伸に合わせ京急駅を橋上駅舎化して連絡通路を設けることになったが、京急駅舎部分の工事についても横浜シーサイドラインが第三セクターであることから国土交通省の鉄道駅総合改善事業による事業主体となり、実際の工事は京急が受託する形で行われた。
当初は2016年度の事業完了を目指していたが、駅舎工事と再開発を同時に行うことになったため2018年度に変更された。
- 1986年（昭和61年）- 都市計画および事業計画が決定。
- 1987年（昭和62年）5月 - 金沢八景駅東口地区土地区画整理審議会が設立。
- 1995年（平成7年）11月 - 金沢八景まちづくり協議会設立。
- 1999年（平成11年）10月 - マイタウン金沢八景が設立。
- 2002年（平成14年）11月 - 金沢八景まちづくり協議会とマイタウン金沢八景が、金沢八景まちづくり協議会に統一される。
- 2006年（平成18年）3月 - 都市計画変更
- 2007年（平成19年）3月 - 事業計画変更（バスターミナルが当初計画より京急駅舎寄りに変更された）
- 2010年（平成22年）9月 - 用途地域等の変更、地区計画の決定
- 2016年（平成28年）6月 - 金沢シーサイドラインの延伸に着工
- 2019年（平成31年）3月 - 駅周辺の再開発事業が完了
- 2021年（令和2年） 2月 - 金沢シーサイドラインの延伸部分が全面供用開始

## 駅構造

### 京浜急行電鉄
島式ホーム2面4線を有する地上駅である。駅番号はKK50。上りホームには2006年（平成18年）3月上旬に、下りホームには同年3月下旬にエレベーターが設置された。2019年1月には橋上駅舎改札口の供用が開始され、従来の改札はエレベーター専用改札口（地上改札口）となり、従来の階段はホーム間の乗り換え専用階段となった（改札外には出られない）。2021年6月に橋上改札口とホームを結ぶエレベーターが供用開始に伴い、地上改札口は閉鎖された。
かつては、逗子線の列車の発着番線のみを表示する反転フラップ式発車標および列車通過時にチャイムが鳴動する警告表示があったが、2007年（平成19年）4月より列車入線時に『6つのレントラー舞曲』（2008年12月22日に『道』に変更。詳細は後述）、通過時にチャイムが鳴動する京三製のLED式発車標に更新された。
この発車標は、早朝・深夜と日中で発着番線が異なる逗子・葉山行きの場合、スクロール表示で案内され、早朝・深夜に逗子・葉山行きが4番線から発車する場合は、発着番線部分が常に点滅する。かつては、「次の逗子・葉山行きは4番線から発車します。」という表示があったが、現在は無表示となっている。日中の平常運転時は、お知らせ等がスクロールされることはほとんどなく、逗子・葉山行きの発車案内がスクロール表示される。発車標の更新後は、本線系統の列車の発車時刻等も表示されるようになった。
なお、発車標は京急線の他駅と同様に発車時刻になる（進行の指示する信号を現示する）と表示が点滅するが、発車順序の関係により、まれに次発列車の欄が先発列車の欄より先に点滅する場合がある。
すべてのホームに発車ベル・ブザー（電子電鈴装置）が設置されている。1・2番線発下り列車と4番線発逗子・葉山行きがベル、3・4番線発上り列車がブザーである。1・2番線発下り列車のベルの音程は行先ごとに分けられており、横須賀方面行き発車時は1番線の電子電鈴装置が、逗子・葉山行き発車時は2番線の電子電鈴装置が使用されている。4番線発逗子・葉山行き発車時は、京急川崎駅下りホームと同じ音程の電子電鈴装置が使用されている。上り列車は、ホームごとで分けられており、3番線発が低音のブザー、4番線発が高音のブザーが鳴動する。
2008年（平成20年）8月までに、ホームの改良工事が施工され、あまり使用されることのなかった車椅子乗降装置「ラクープ」は撤去された。
隣の金沢文庫駅までは京急で唯一の複々線区間となっている。追浜方では本線と逗子線が平面交差の形で分岐する。4番線には総合車両製作所横浜事業所から横須賀線逗子駅までの狭軌回送線を併設しており、三線軌条となっている。
4番線浦賀寄りに隣接して、湘南電気鉄道開業時以来の瀬戸変電所の建物が残る。

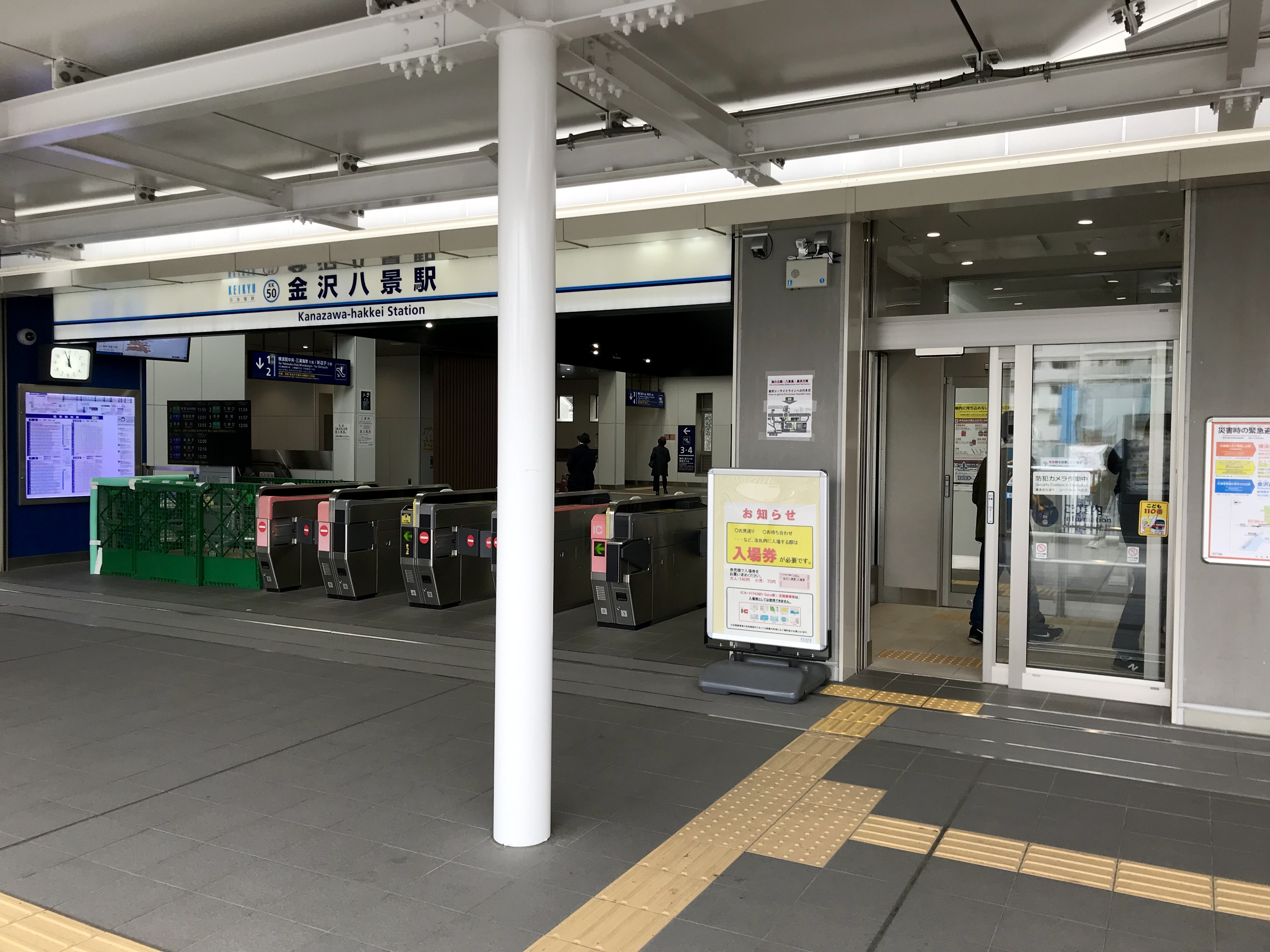
改札口（2019年3月）
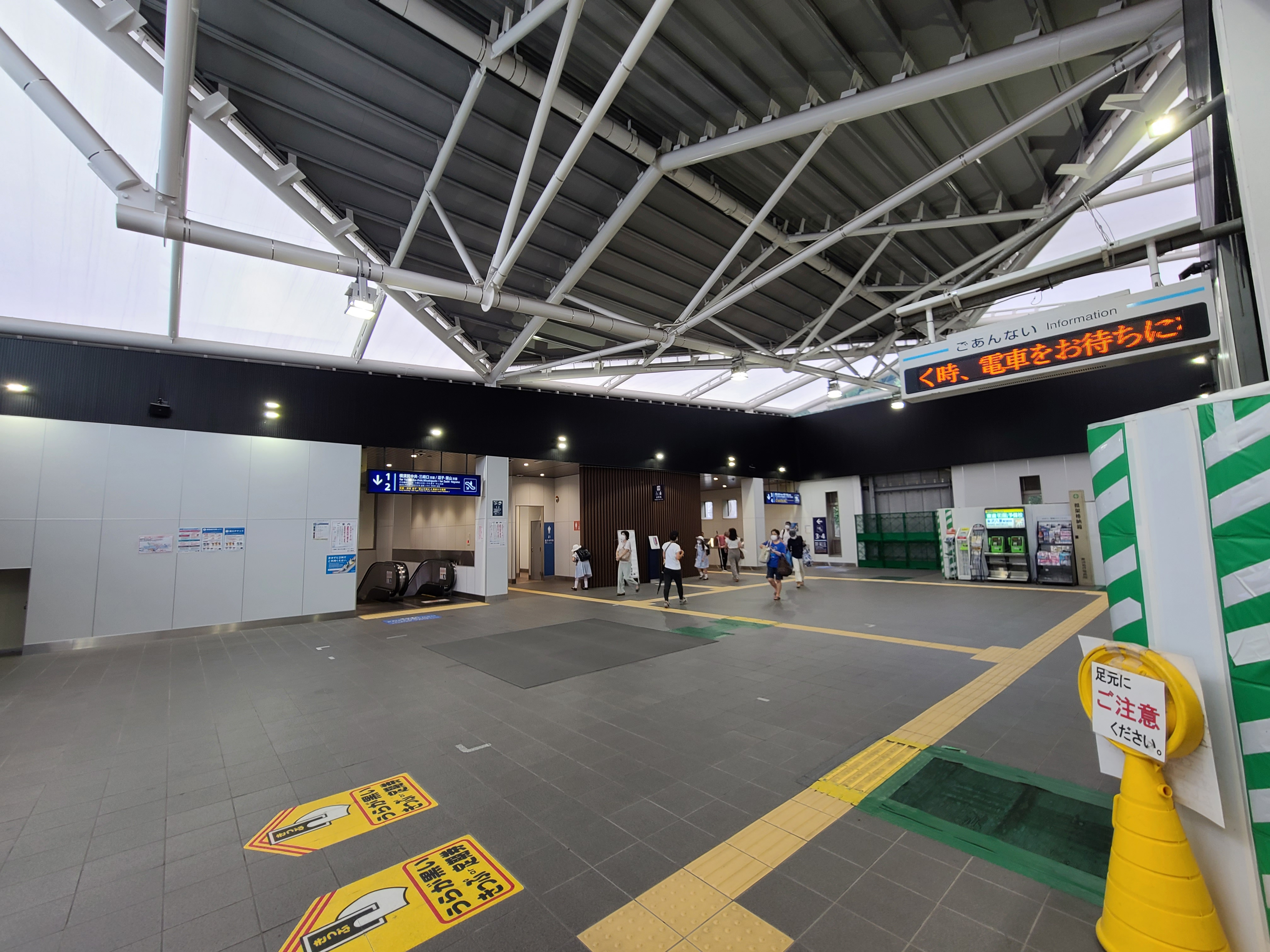
駅舎内部（2020年7月）
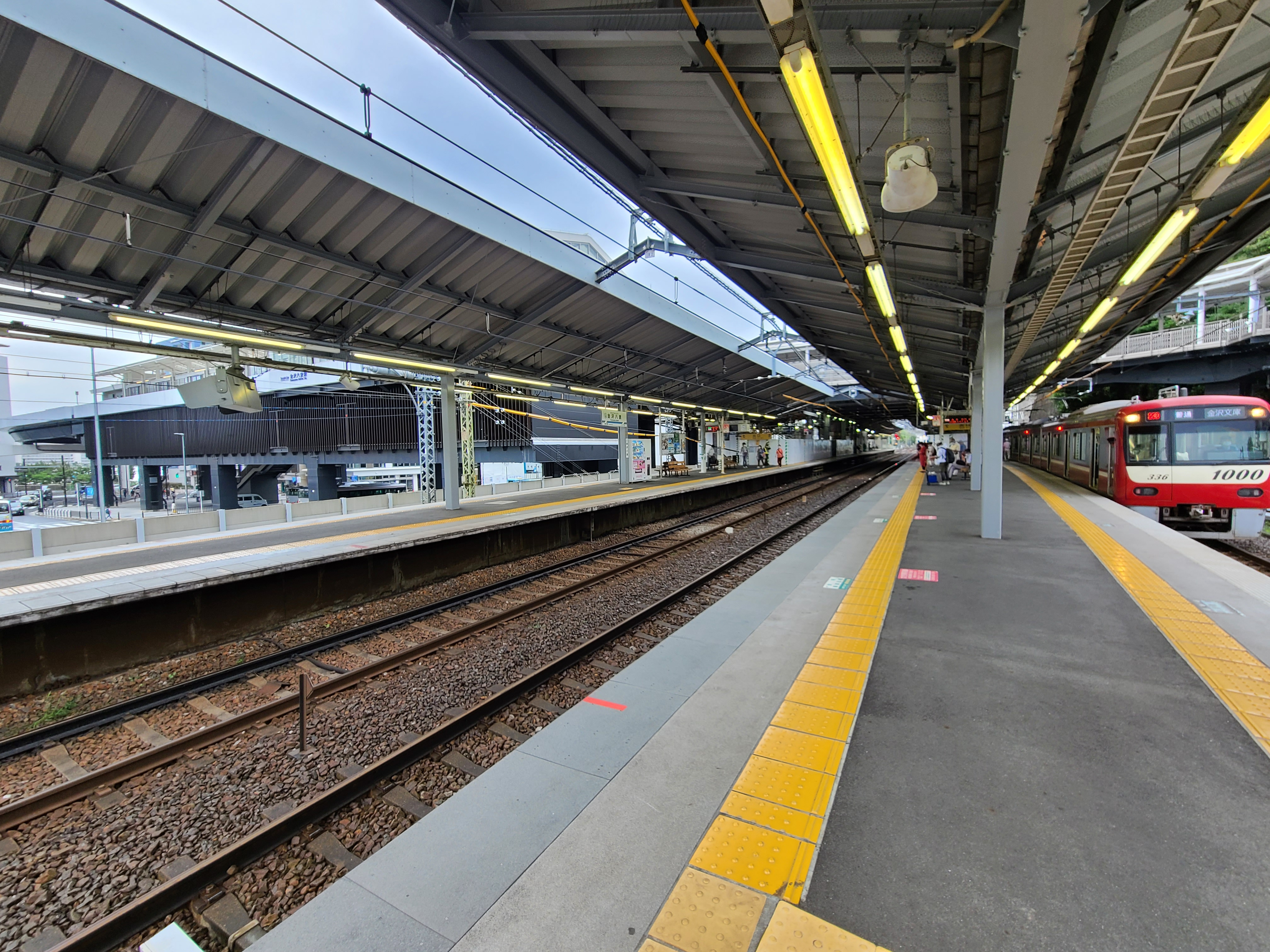
ホーム（2020年7月）
Wing kitchen（2020年7月28日）
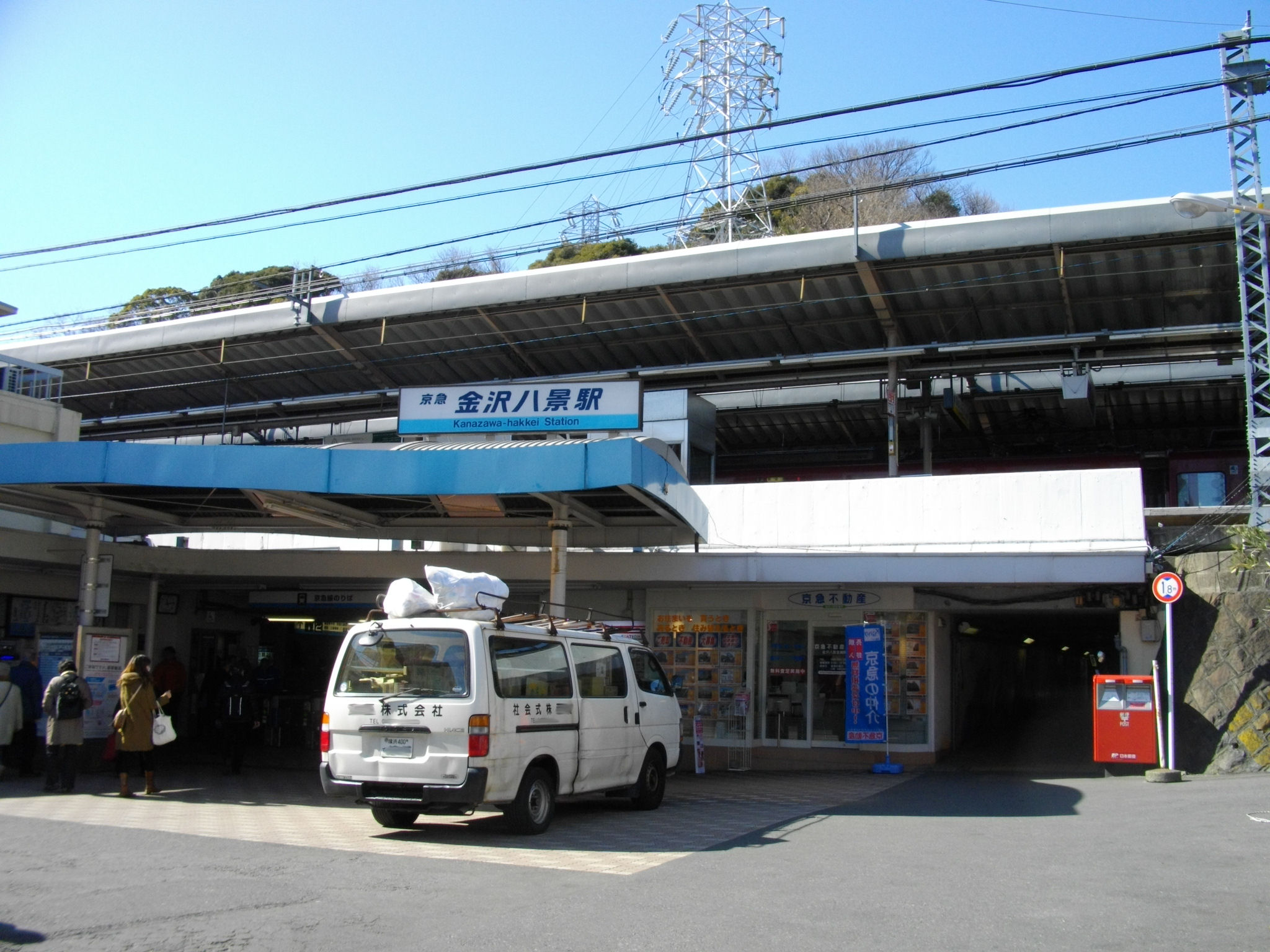
旧駅舎（2012年2月）
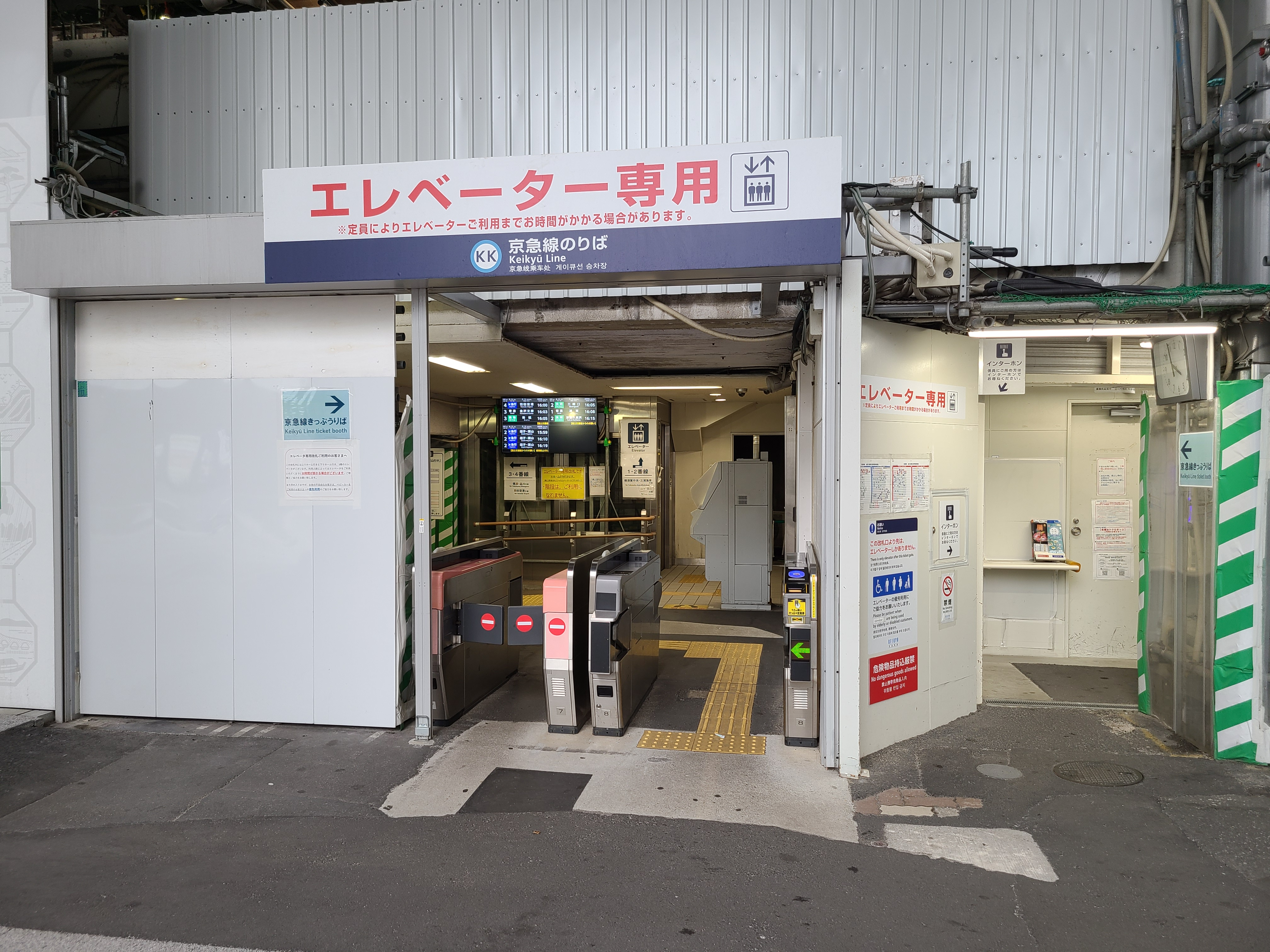
現在の旧駅舎（2020年7月28日） 駅員はおらず、エレベーターのみが改札口の先にある。
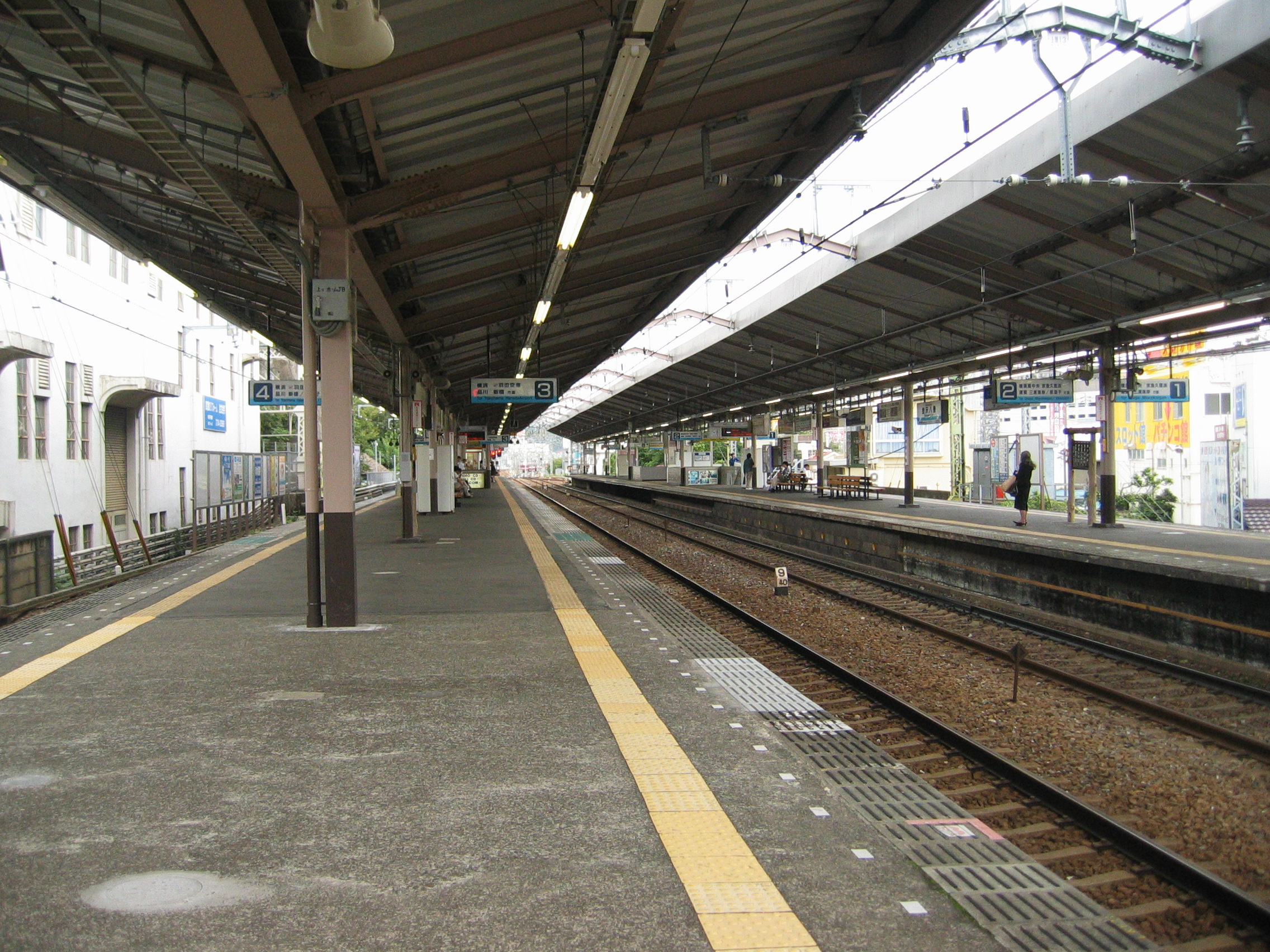
旧駅舎時代のホーム（2007年10月） 上り階段等が未設置。
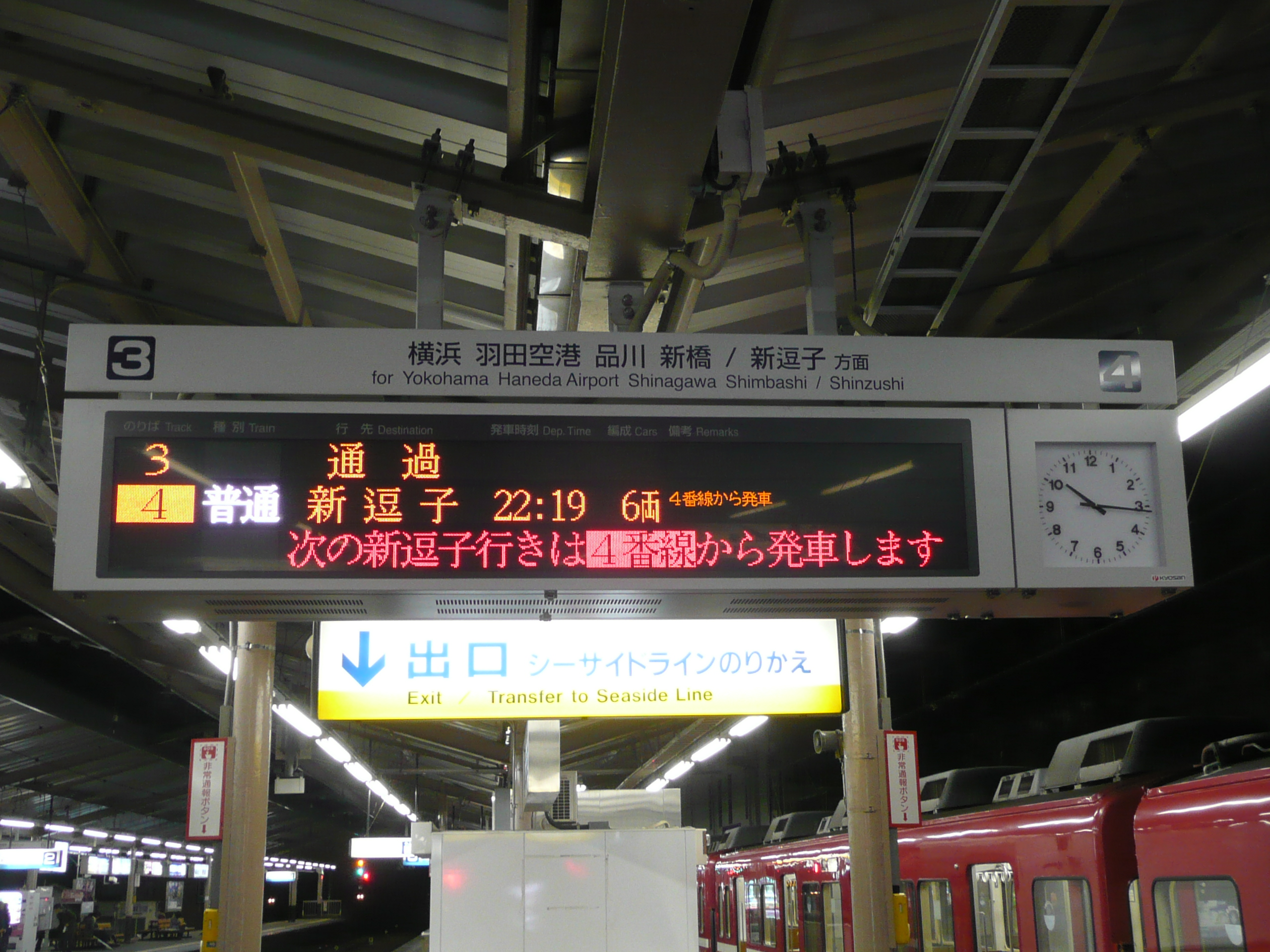
3・4番線ホームの発車標（2008年3月） 早朝・深夜、逗子線方面は4番線から発車となるため、番線部分とスクロール表示部分が点滅する。
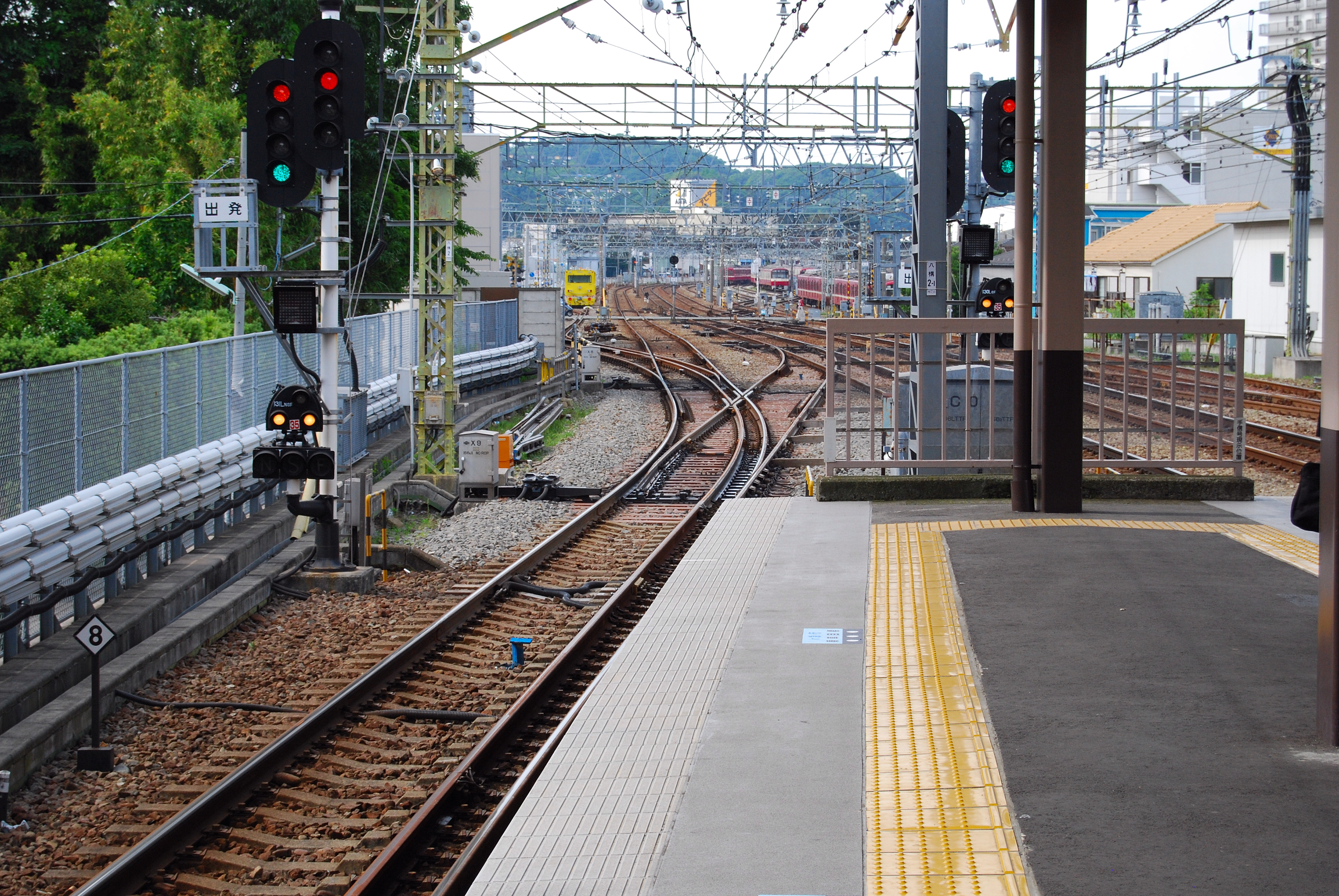
駅構内品川方面にある総合車両製作所横浜事業所まで伸びる三線軌条
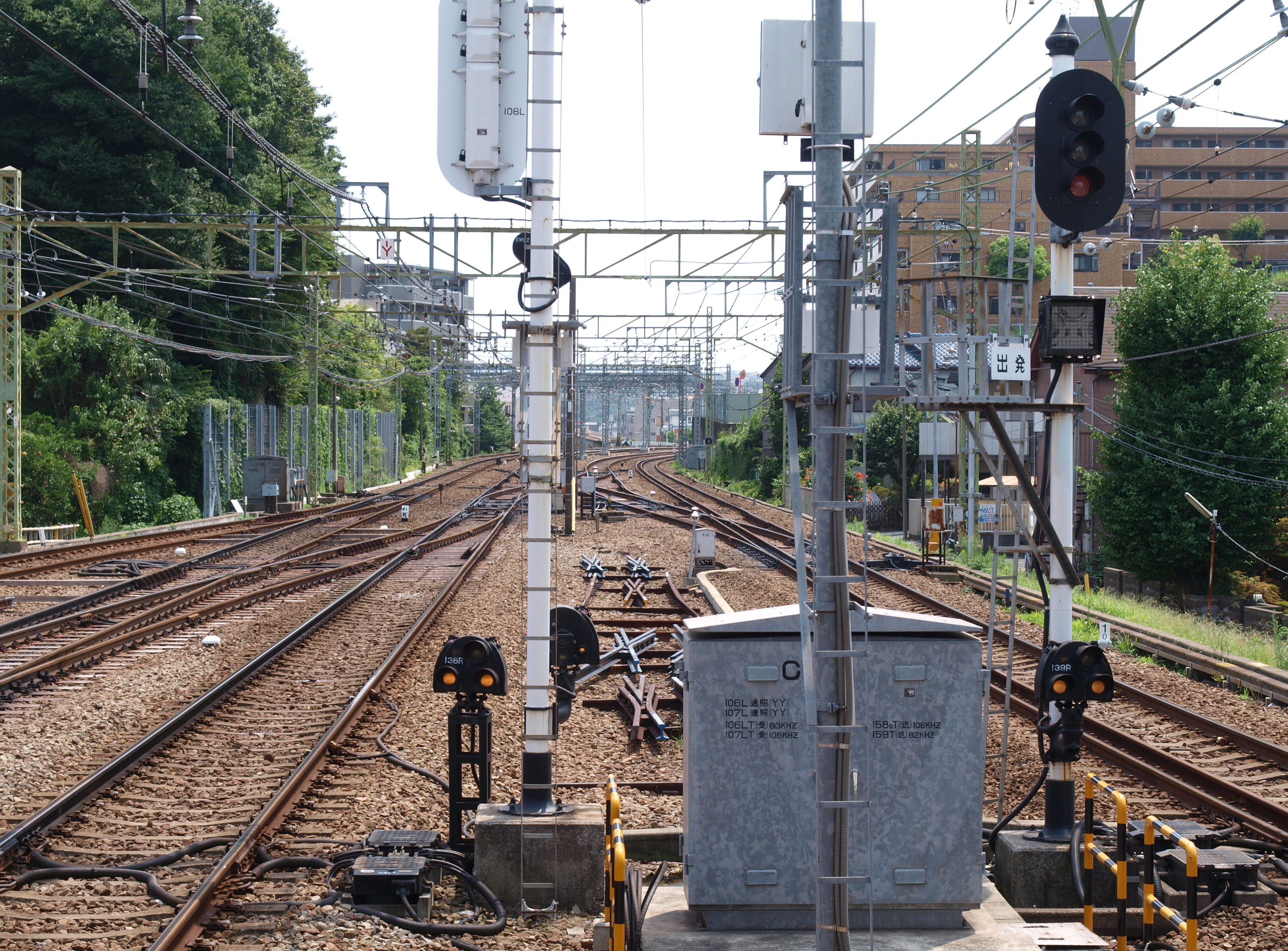
当駅南側の配線。正面奥側に本線、右手側に逗子線が分岐していく（2010年8月）

#### のりば
| 番線   | 路線 | 方向           | 行先                     | 備考 |
| ------ | ---- | -------------- | ------------------------ | ---- |
| 1      | 本線 | 下り           | 横須賀中央・三浦海岸方面 |      |
| 2      | 本線 | 下り           | 横須賀中央・三浦海岸方面 |      |
| 逗子線 | -    | 逗子・葉山方面 |                          |      |
| 3      | 本線 | 上り           | 横浜・品川方面           |      |
| 4      | 本線 | 上り           | 横浜・品川方面           |      |
| 逗子線 | -    | 逗子・葉山方面 | 早朝のみ                 |      |

1番線からは逗子線に入線できないため、逗子線への列車は原則として2番線から発車する。早朝のみ、逗子線の列車は当駅折返しとなるため、4番線から発車する。また、ダイヤの乱れにより、本線〜逗子線間の直通運転を中止する場合も、4番線発着で折り返し運転を行う。
本線下り列車の発着番線は金沢文庫駅での発着番線に左右される。下り本線の特急列車は、基本的には2番線から発車するが、2番線に停車中の逗子・葉山行きの列車に接続する場合は、1番線から発車する。また、逗子・葉山行きが4番線から発車する時間帯は、本線下り列車はすべて2番線から発車する。早朝の4番線発逗子・葉山行きは、本線列車と接続して発車する。
金沢文庫駅発着の逗子線直通の普通の一部は、本線普通と接続をとり、普通が普通を追い抜く現象を見ることができる。
なお、平日朝のラッシュ時は、乗り換え客などで混雑する。これに伴う混雑緩和のため上り特急列車は同時間帯、京急富岡まで先着する普通列車が発車してからドアを開ける措置をとっている。また、日中、快特の発車が遅れて逗子線発の普通電車が入線してきた場合、後者は前者の発車後にドアが開く。
上り電車は、原則として本線からの列車は3番線、逗子線からの列車は4番線を使用する。ただし、平日朝の一部の特急は4番線から発車する。また、かつて運転されていた、金沢文庫で快特に増結する本線普通列車も4番線を使用した。

#### 接近メロディ
EXILEのリーダーのHIROが最寄りの横浜市立金沢高等学校出身であることにちなみ、2008年（平成20年）12月22日から、同グループの楽曲「道」をアレンジしたものを接近メロディとして使用している。メロディはスイッチの制作で、編曲は塩塚博が手掛けた。なお、接近メロディ導入と同時に、通過列車接近時の警告音の音程が変更されている。

### 横浜シーサイドライン
島式ホーム1面2線を有する高架駅である。
駅番号は14。かつて、2011年から「関東学院大学前」の副駅名が付いていた。
当駅は開業以来、京急の金沢八景駅から東に200メートルほど離れた仮設駅での営業を行っていた。このため金沢シーサイドラインは全線複線だが、当駅構内のみ単線になっており、片側の線路部分にホームを設置して利用していた。のりばが1線しかないことから、当駅では案内上ののりば番号は設定されていなかった。2004年（平成16年）3月30日に駅と歩道橋を連絡するエレベーター（11人乗りウォークスルータイプ）が軌道の先に設置された。
2010年（平成22年）9月になって「金沢八景駅東口地区土地区画整理事業」の具体的な計画が決定。この際、当初計画では京急の駅の直上にホームを設ける予定だったが、乗り換え距離の短縮や東西自由通路の整備を図るため、京急の駅の手前に位置するよう計画変更された。
2019年3月31日に路線を0.2 km延伸し、京急の駅前に位置する本設駅が開業。この時点では2番線側のみの供用で、その後仮設駅の撤去工事が実施され、完了後の2021年2月14日に1番線側を含む全面供用が開始された（当初は2019年度中の供用開始予定だったが、新杉田駅での逆走事故の影響で延期）。

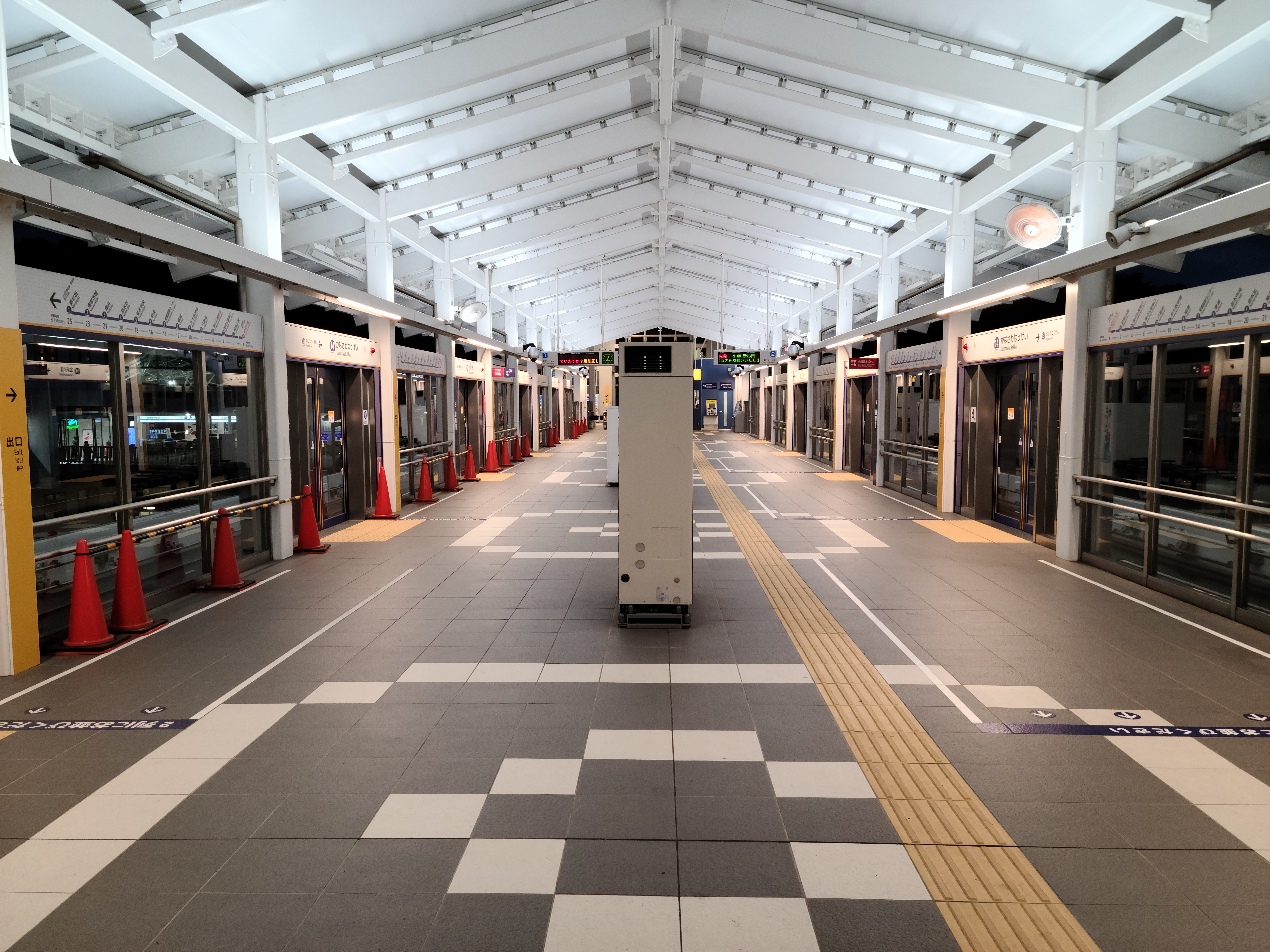
ホーム（2020年8月2日）
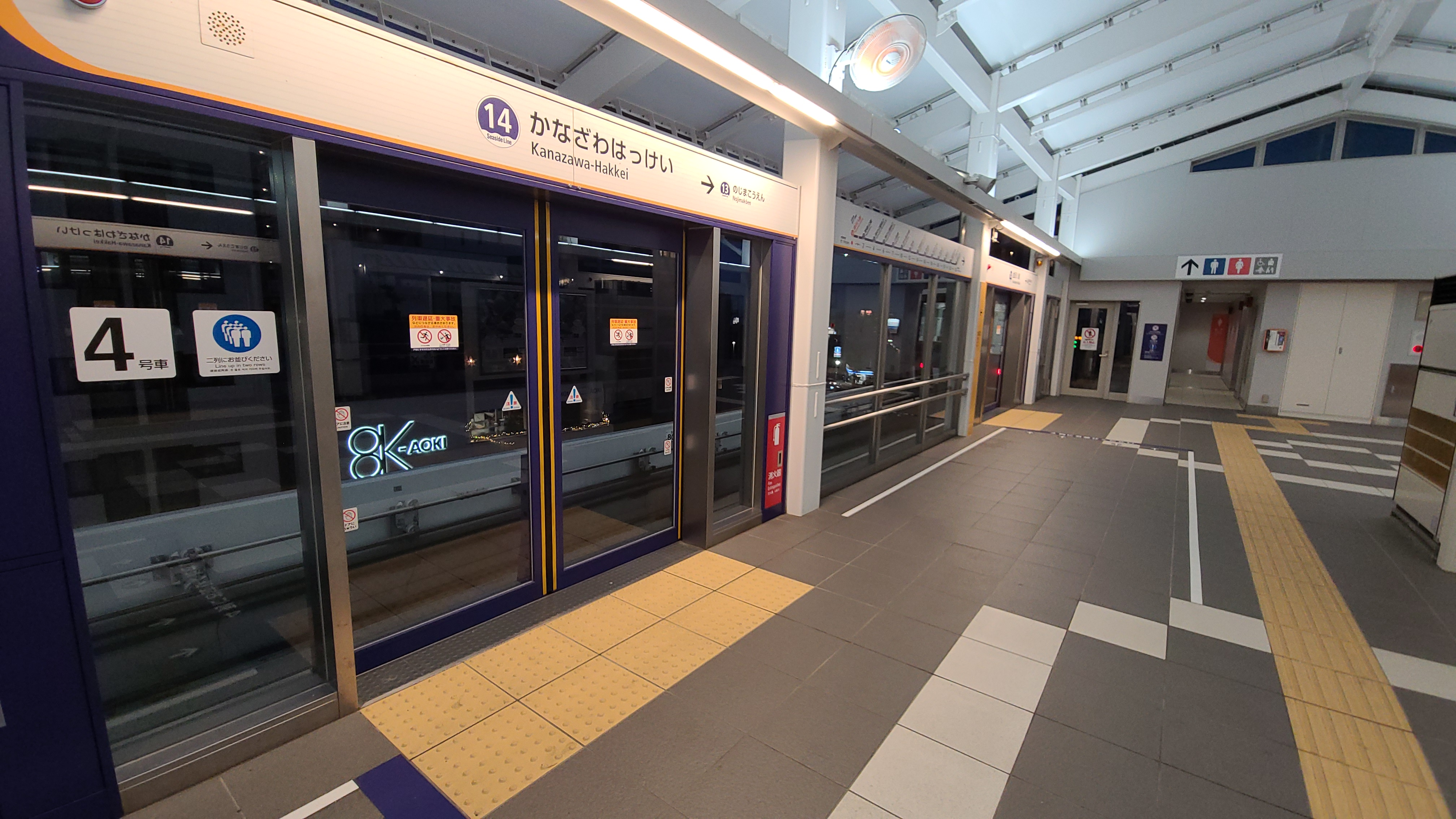
スクリーンドア。当駅のみのタイプ （2020年8月2日）
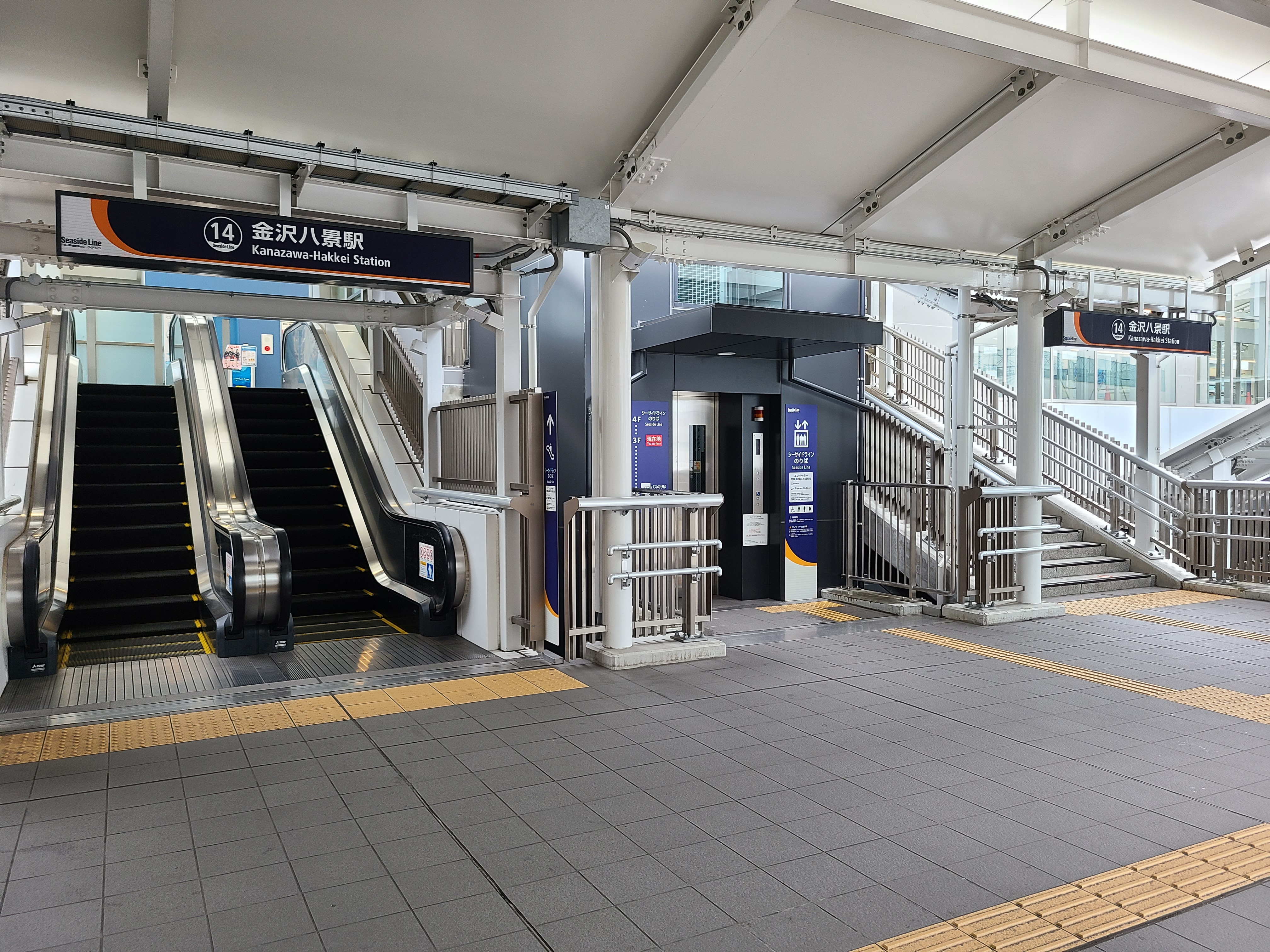
京急側の入口 （京急の改札口を出て左手。2020年7月28日）
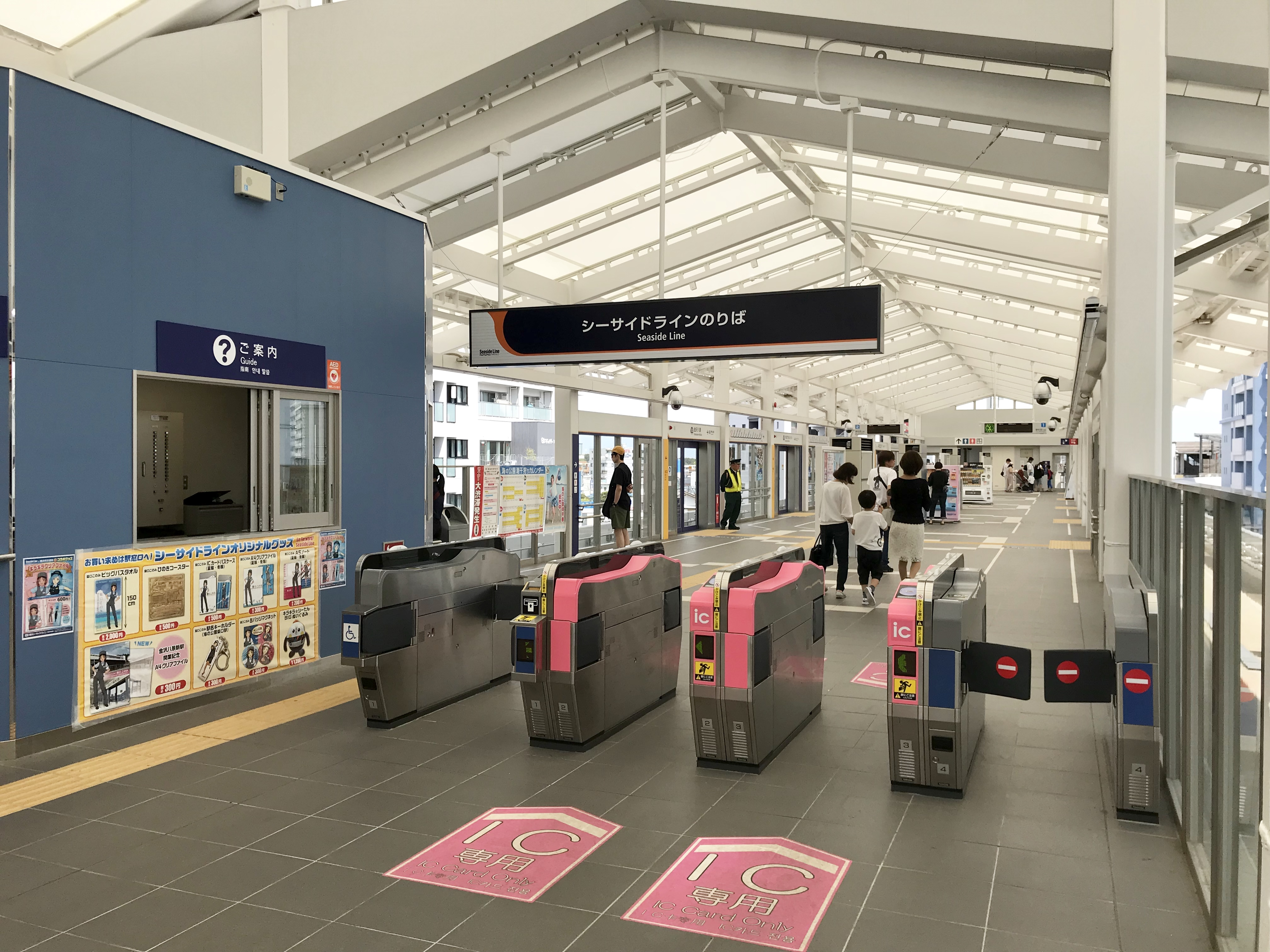
改札口（2019年5月5日）

仮設駅時代

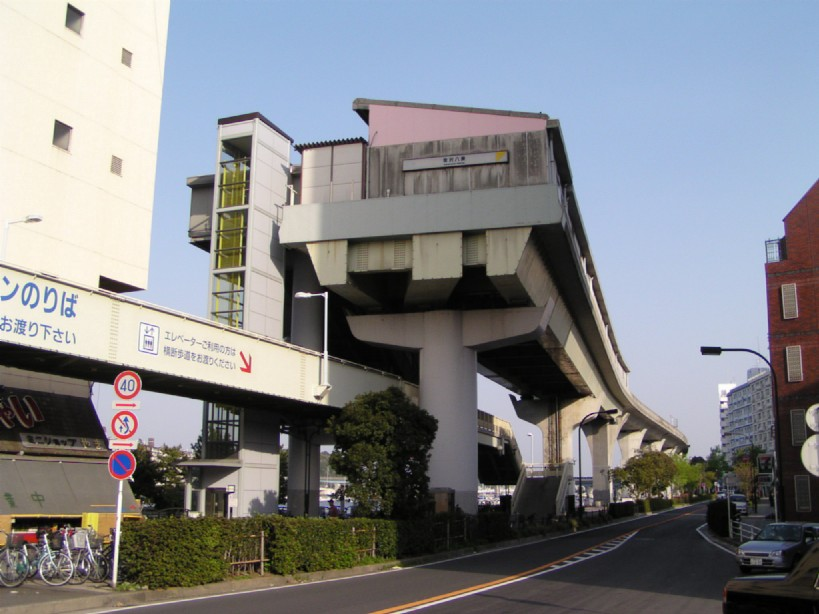
途切れた高架に設置されていた仮設駅。左方の歩道橋の先に京急の駅がある（2005年4月）。
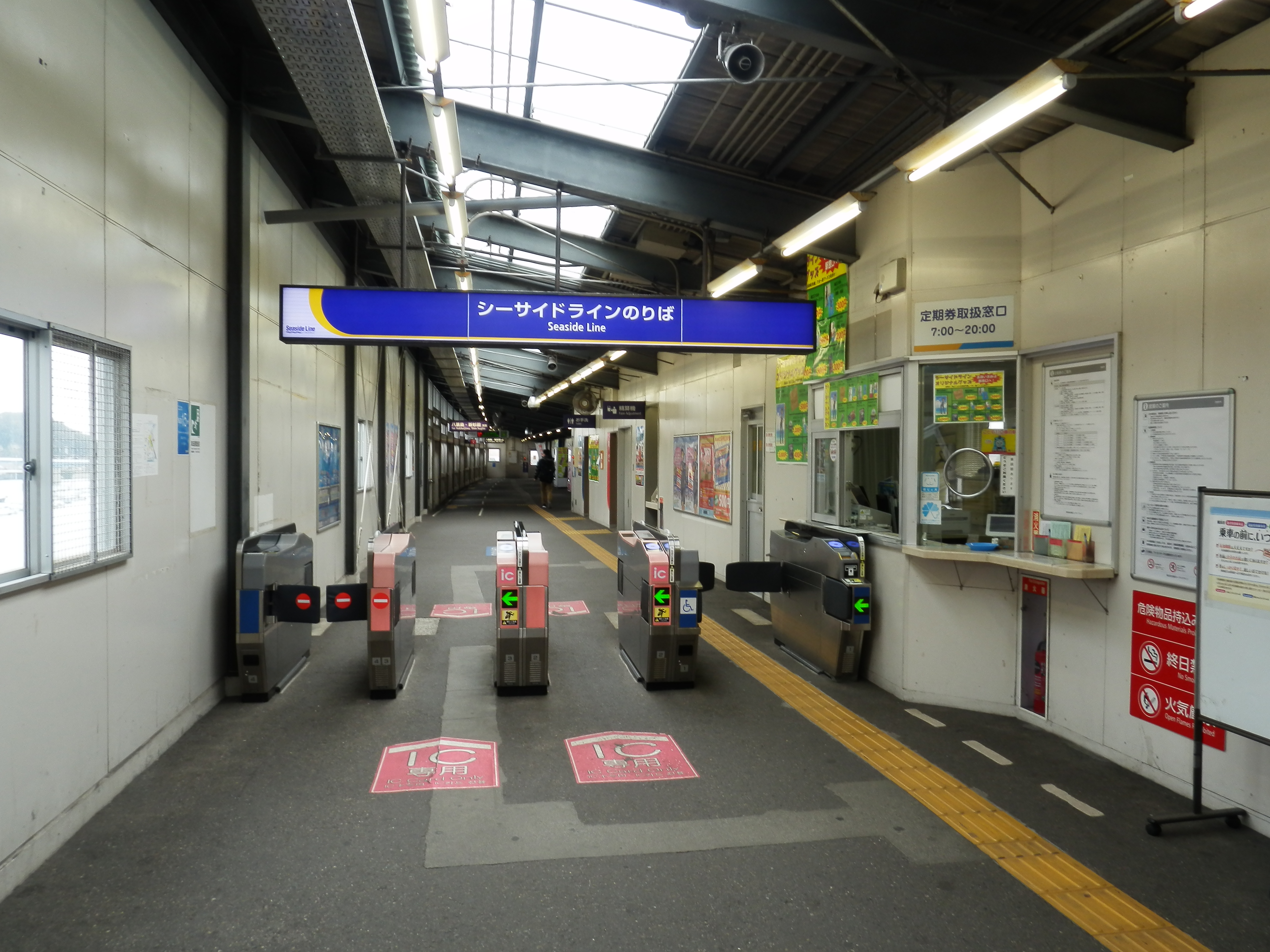
仮設駅舎改札（2019年1月）
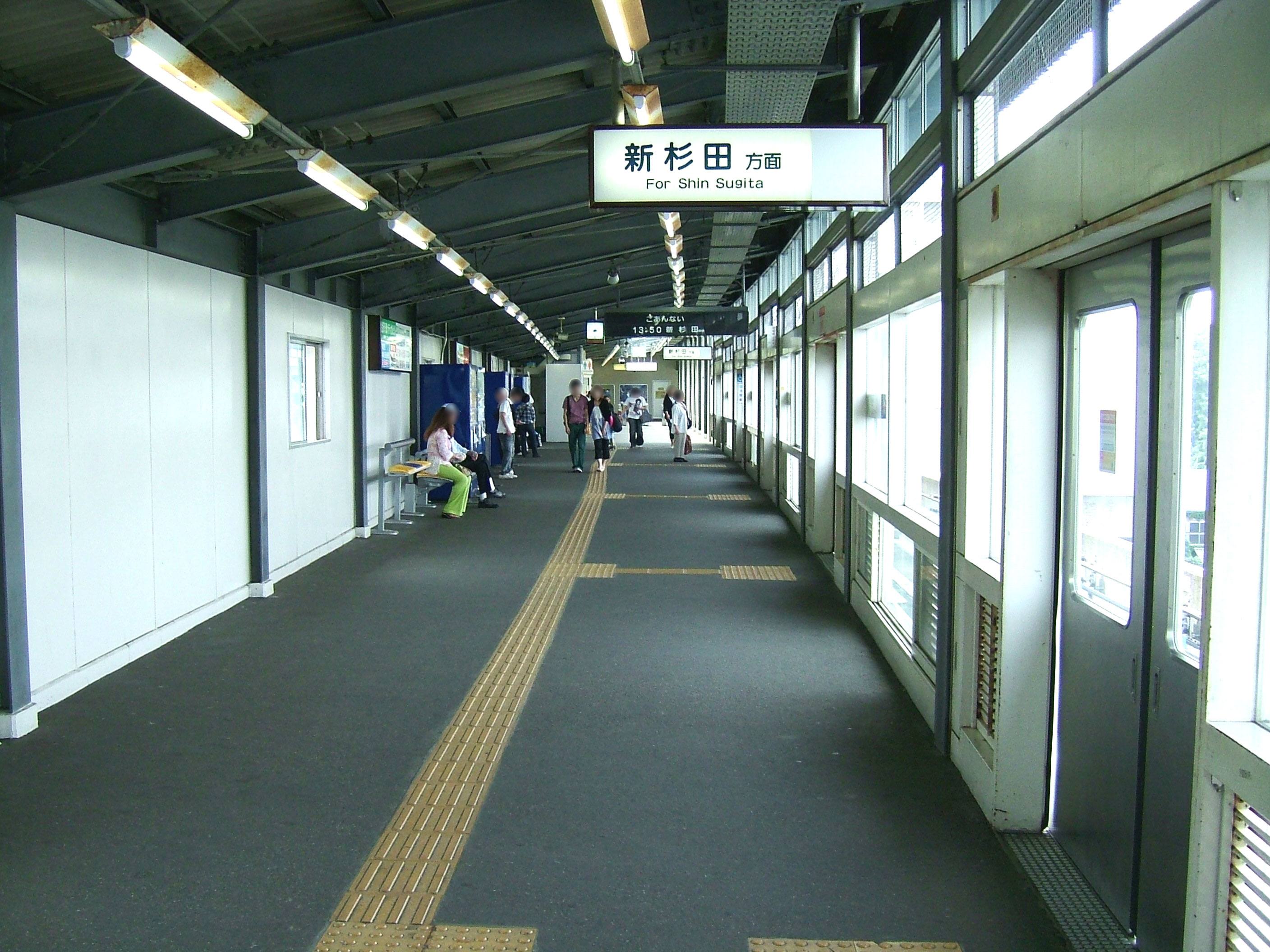
仮設駅舎ホーム（2008年7月）

#### のりば
| 番線 | 路線                 | 方向 | 行先                 |
| ---- | -------------------- | ---- | -------------------- |
| 1・2 | 金沢シーサイドライン | 上り | 並木中央・新杉田方面 |

#### 接近メロディ・発車メロディ
2番線の接近メロディと発車メロディは、仮駅舎時代の2014年7月1日より使用されていた。当初は小田和正「たしかなこと」が使用されたが、2016年4月18日から同路線のプロモーションソング「Seaside Line 〜わたしのお気に入り〜」に変更され、新駅舎移行後の2019年4月13日より新たなプロモーションソング「進め、みらいへ!」に再び変更された。

2021年に使用開始した1番線についてはオフコースの「言葉にできない」が使用されている。

## 利用状況
- 京浜急行電鉄 - 2022年度の1日平均乗降人員は54,113人（乗車人員：27,088人、降車人員：27,025人）である[乗降データ 1]。
2020年度の京急線全72駅の中では京急蒲田駅に次いで第9位[利用客数 1]。
- 横浜シーサイドライン - 2022年度の1日平均乗降人員は18,503人である（乗車人員：9,352人、降車人員：9,151人）である[乗降データ 1][乗降データ 2]。
同社の中では新杉田駅に次いで第2位。

### 年度別1日平均乗降人員
近年の1日平均乗降人員は下記の通り。
| 年度               | 京浜急行電鉄     | 京浜急行電鉄 | 横浜シーサイドライン | 横浜シーサイドライン |
| 年度               | 1日平均 乗降人員 | 増加率       | 1日平均 乗降人員     | 増加率               |
| ------------------ | ---------------- | ------------ | -------------------- | -------------------- |
| 2000年（平成12年） | 54,902           |              |                      |                      |
| 2001年（平成13年） | 53,521           | −2.5%        |                      |                      |
| 2002年（平成14年） | 52,496           | −1.9%        |                      |                      |
| 2003年（平成15年） | 52,343           | −0.3%        |                      |                      |
| 2004年（平成16年） | 52,324           | 0.0%         |                      |                      |
| 2005年（平成17年） | 52,205           | −0.2%        |                      |                      |
| 2006年（平成18年） | 52,679           | 0.9%         |                      |                      |
| 2007年（平成19年） | 54,392           | 3.3%         |                      |                      |
| 2008年（平成20年） | 54,173           | −0.4%        |                      |                      |
| 2009年（平成21年） | 53,311           | −1.6%        | 13,747               |                      |
| 2010年（平成22年） | 53,907           | 1.1%         | 13,104               | −4.7%                |
| 2011年（平成23年） | 54,374           | 0.9%         | 12,919               | −1.4%                |
| 2012年（平成24年） | 55,064           | 1.3%         | 13,432               | 4.0%                 |
| 2013年（平成25年） | 56,963           | 3.4%         | 14,021               | 4.4%                 |
| 2014年（平成26年） | 55,971           | −1.7%        | 14,199               | 1.3%                 |
| 2015年（平成27年） | 57,353           | 2.5%         | 14,855               | 4.6%                 |
| 2016年（平成28年） | 57,950           | 1.0%         | 14,957               | 0.7%                 |
| 2017年（平成29年） | 58,882           | 1.6%         | 15,233               | 1.8%                 |
| 2018年（平成30年） | 59,039           | 0.3%         | 15,583               | 2.3%                 |
| 2019年（令和元年） | 59,588           | 0.9%         | 17,315               | 11.1%                |
| 2020年（令和02年） | 40,474           | −32.1%       | 14,964               | −13.6%               |
| 2021年（令和03年） | 48,462           | 19.7%        | 17,309               | 15.7%                |

### 年度別1日平均乗車人員（1980年 - 2000年）
近年の1日平均乗車人員は下記の通り。
| 年度               | 京浜急行電鉄 | 横浜新都市交通 | 出典               |
| ------------------ | ------------ | -------------- | ------------------ |
| 1980年（昭和55年） | 26,575       |                |                    |
| 1981年（昭和56年） | 26,353       |                |                    |
| 1982年（昭和57年） | 25,951       |                |                    |
| 1983年（昭和58年） | 25,869       |                |                    |
| 1984年（昭和59年） | 26,044       |                |                    |
| 1985年（昭和60年） | 26,236       |                |                    |
| 1986年（昭和61年） | 26,192       |                |                    |
| 1987年（昭和62年） | 25,751       |                |                    |
| 1988年（昭和63年） | 26,523       |                |                    |
| 1989年（平成元年） | 28,068       |                |                    |
| 1990年（平成02年） | 29,444       |                |                    |
| 1991年（平成03年） | 30,798       |                |                    |
| 1992年（平成04年） | 30,822       | 6,279          |                    |
| 1993年（平成05年） | 33,068       | 9,618          |                    |
| 1994年（平成06年） | 32,458       | 8,608          |                    |
| 1995年（平成07年） | 32,004       | 7,577          | [ 乗降データ 4 ]   |
| 1996年（平成08年） | 30,890       | 7,213          |                    |
| 1997年（平成09年） | 29,546       | 6,881          |                    |
| 1998年（平成10年） | 29,321       | 7,055          | [ 神奈川県統計 1 ] |
| 1999年（平成11年） | 28,024       | 6,568          | [ 神奈川県統計 2 ] |
| 2000年（平成12年） | 27,182       | 6,316          | [ 神奈川県統計 2 ] |

### 年度別1日平均乗車人員（2001年以降）
| 年度               | 京浜急行電鉄 | 横浜シーサイドライン | 出典                |
| ------------------ | ------------ | -------------------- | ------------------- |
| 2001年（平成13年） | 26,526       | 6,140                | [ 神奈川県統計 3 ]  |
| 2002年（平成14年） | 25,973       | 6,139                | [ 神奈川県統計 4 ]  |
| 2003年（平成15年） | 25,943       | 6,247                | [ 神奈川県統計 5 ]  |
| 2004年（平成16年） | 26,026       | 6,523                | [ 神奈川県統計 6 ]  |
| 2005年（平成17年） | 25,960       | 5,970                | [ 神奈川県統計 7 ]  |
| 2006年（平成18年） | 25,975       | 6,068                | [ 神奈川県統計 8 ]  |
| 2007年（平成19年） | 26,836       | 7,125                | [ 神奈川県統計 9 ]  |
| 2008年（平成20年） | 26,862       | 7,380                | [ 神奈川県統計 10 ] |
| 2009年（平成21年） | 26,441       | 7,075                | [ 神奈川県統計 11 ] |
| 2010年（平成22年） | 26,748       | 6,724                | [ 神奈川県統計 12 ] |
| 2011年（平成23年） | 26,947       | 6,615                | [ 神奈川県統計 13 ] |
| 2012年（平成24年） | 27,364       | 6,851                | [ 神奈川県統計 14 ] |
| 2013年（平成25年） | 28,288       | 7,133                | [ 神奈川県統計 15 ] |
| 2014年（平成26年） | 27,827       | 7,227                | [ 神奈川県統計 16 ] |
| 2015年（平成27年） | 28,441       | 7,558                | [ 神奈川県統計 17 ] |
| 2016年（平成28年） | 28,795       | 7,614                | [ 神奈川県統計 18 ] |
| 2017年（平成29年） | 29,271       | 7,739                | [ 神奈川県統計 19 ] |
| 2018年（平成30年） | 29,358       | 7,903                | [ 神奈川県統計 20 ] |
| 2019年（令和元年） | 29,580       | 8,747                | [ 神奈川県統計 21 ] |
| 2020年（令和02年） | 20,094       | 7,551                |                     |

## 駅周辺
- 国道16号
- 瀬戸神社
- 琵琶島神社
- 六浦陣屋跡 - 跡地の一部は駅の敷地にもなっている。
- 横浜市立大学金沢八景キャンパス
- 関東学院大学金沢八景キャンパス
- 横浜市立金沢高等学校
- 横浜創学館高等学校 - 徒歩約15分、隣駅の追浜駅からも徒歩圏内である。
- 総合車両製作所本社・横浜事業所
- 東洋テルミー横浜工場
- イオン金沢八景ショッピングセンター（旧：金沢八景プランタン→ダイエー金沢八景店→イオン金沢八景店）
- 京急ストア 金沢八景店
- 京急サニーマート
- ウィングキッチン京急金沢八景 - 駅直結型商業施設
- 横浜市立金沢地区センター・金沢図書館
- 金沢区総合庁舎
  - 金沢区役所
  - 横浜市金沢消防署
  - 金沢公会堂
- 神奈川県金沢警察署
- 横浜金沢郵便局
  - ゆうちょ銀行横浜金沢店
- 横浜金沢八景郵便局
- （旧）金沢八景ビル - かつて金沢区瀬戸2-5に存在。外壁の巨大なレリーフは池田満寿夫、靉嘔によるデザイン。1967年設立。駅周辺再開発（後述）により2016年に解体[20]。

## バス路線

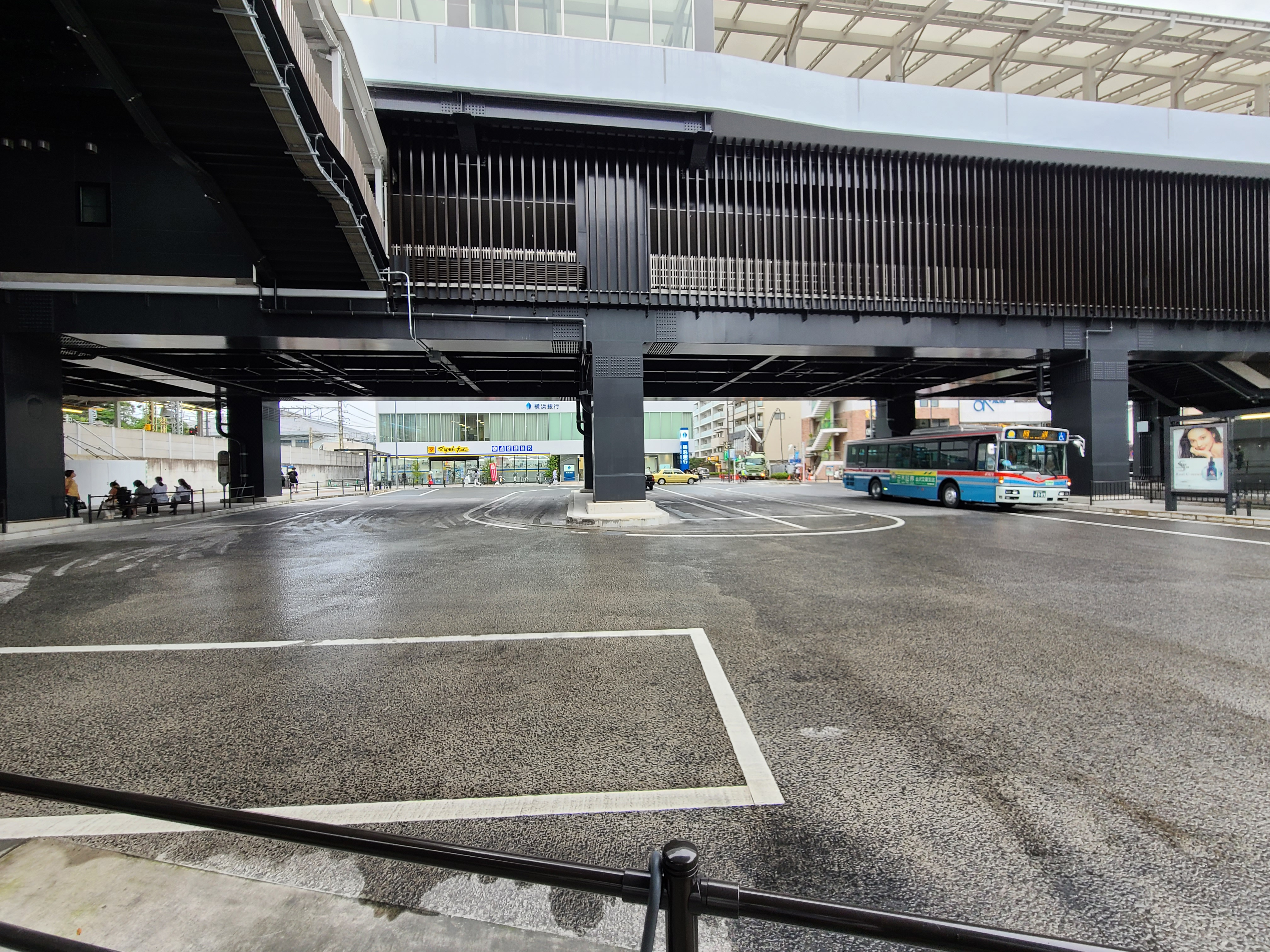
バスターミナル（2020年7月28日）

京浜急行バスと神奈中バスにより運行されている。駅に整備されたバスターミナル内の「金沢八景駅」及び、国道16号上に設置されている「金沢八景」が最寄りバス停である。
かつて仮設のバスターミナルが竣工する前は駅前の細い路地に大型バスが進入していた。また以前は神奈中の路線は駅前ターミナルに乗り入れず、国道16号上の「金沢八景」バス停を「金沢八景駅」バス停としてそこを起終点としていたが、2019年3月26日の11時頃から駅前のバスターミナルに乗り入れを開始するようになり、以前の「金沢八景駅」バス停は「金沢八景」バス停へと名前を変更された。なお、シーサイドライン運休時の代行バスなどは、横浜市営バス等が当駅に来ることがある。
発着する路線の詳細は、京浜急行バス追浜営業所・京浜急行バス鎌倉営業所・京浜急行バス能見台営業所・神奈中バス横浜営業所を参照。
金沢八景駅
- 1番乗り場
  - 京浜急行バス
    - 八8 - 関東学院循環 ※休日運休
- 2番乗り場
  - 京浜急行バス
    - 八21 - 三信住宅行
- 3番乗り場A
  - 神奈川中央交通
    - 船08 - 大船駅行
    - 金24 - 上郷ネオポリス（庄戸経由）
    - 金25 - 上郷ネオポリス行（八軒谷戸経由） ※平日のみ・12時台まで
    - 金28 - 本郷車庫行 ※平日朝夜・土休日夜のみ
- 3番乗り場B
  - 京浜急行バス
    - 鎌24 - 鎌倉駅行

金沢八景
- 北方向
  - 京浜急行バス
    - 4 - 磯子駅・金沢文庫駅行（君ヶ崎経由） ※金沢文庫駅行は平日夜1本
    - 文5 - 金沢文庫駅西口行（東急車輛経由） ※平日朝のみ
- 南方向
  - 京浜急行バス
    - 4 - 追浜車庫・追浜駅行 ※追浜駅行は平日のみ
    - 文6 - 金沢文庫駅西口行（白山道経由） ※平日2本
    - 八21 - 三信住宅行
    - 鎌24 - 鎌倉駅行

  - 神奈川中央交通
    - 船08 - 大船駅行
    - 金24 - 上郷ネオポリス（庄戸経由）
    - 金25 - 上郷ネオポリス行（八軒谷戸経由） ※平日のみ・12時台まで
    - 金28 - 本郷車庫行 ※平日朝夜・土休日夜のみ

## 隣の駅
京浜急行電鉄
 本線
- □「イブニング・ウィング号」停車駅（座席指定券不要）

■快特
金沢文庫駅 (KK49) - 金沢八景駅 (KK50) - 横須賀中央駅 (KK59)
■急行
金沢文庫駅 (KK49) - 金沢八景駅 (KK50) - （逗子線）
■特急・■普通
金沢文庫駅 (KK49) - 金沢八景駅 (KK50) - 追浜駅 (KK54)
 逗子線
■特急・■急行（ともに逗子線内は各駅に停車）・■普通
（本線金沢文庫方面） - 金沢八景駅 (KK50) - 六浦駅 (KK51)
横浜シーサイドライン
 金沢シーサイドライン
野島公園駅 (13) - 金沢八景駅 (14)

## 登場した作品
書籍
- はまじあき原作の漫画『ぼっち・ざ・ろっく!』において、作中に登場するガールズバンドのボーカルである廣井きくりと主人公の後藤ひとりが出会うシーンで登場する。